# Här kommer alla känslorna (på en och samma gång)
«Här kommer alla känslorna (på en och samma gång)» (рус. Вот нахлынули все чувства (все сразу)) — песня, написанная и исполненная шведским музыкантом Пером Гессле. Песня вышла в качестве первого коммерческого сингла из его сольного альбома «Mazarin» (2003). Этот сингл — самый успешный релиз Гессле в Швеции за всю его карьеру (с конца 1970-х): песня возглавляла чарты два месяца, получив таким образом платиновый статус.

## История создания
Гессле написал эту песню в июне 2002 года. Сингл был выпущен 23 июня 2003 года и считается первым синглом с альбома «Mazarin». Вышедший до него сингл «Spegelball» на белом 12" виниле — промосингл и не поступал в открытую продажу.
В 2004 году на гастролях группы Gyllene Tider, посвящённых 25-летию коллектива Гессле исполнял эту песню на всех концертах, при том, что эта песня не имеет никакого отношения к группе, а является частью его сольного творчества.
В 2009 году шведский певец Ларс Демиан, который также как и Гессле родился в Хальмстаде, выпустил кавер версию на этот сингл. Кавер был выпущен на мини-альбоме EP под названием «Att inte vara Pär Gezzle» (Не быть Пэром Геззле, в противоположность книге под названием «Att vara Per Gessle», Быть Пером Гессле). Кроме того, на мини-альбоме присутствует кавер на песню Roxette «Listen to Your Heart».
В 2010 году шведская танцевальная группа Willez записала свой кавер на эту песню для телепередачи «Dansbandskampen 2010» (Баттл танцевальных групп).
В 2014 году акустический кавер на сингл представил известный шведский певец Томас Андерссон Вий, а в 2016 году — популярный норвежский дуэт Marcus & Martinus. Близнецы Гуннарсен исполнили песню во время шоу «Allsång på Skansen» в музее Скансен в Стокгольме.

## Список песен
1. «Här kommer alla känslorna (På en och samma gång)» — 2:39
2. «Nu är det ju juli igen, ju» — 2:18

## Отзывы критиков
- Шведская газета «Aftonbladet» озаглавила статью о сингле: «Пер Гессле ещё никогда не был так хорош». Обозреватель Пер Бьюрман называет Гессле хальмстадским Брайаном Уилсоном и пишет, что это одна из лучших мелодий, которые он когда-либо написал. Цитата: «Это хрустящий, воздушный и мягкий маленький поп-сингл» (швед. Det är en krispig, luftig och mjuk liten popsingel...)[9].
- Андерс Нунстед, обозреватель шведской газеты «Expressen» называет песню «большим [летним] хитом!» и «требует» от Гессле отправиться в гастрольный тур, на котором он смог бы исполнить новый сингл вживую. Нунстед оценивает песню на 4/5[10].

## Чарты
| Чарт (2003)           | Пиковая позиция | Сертификация |
| --------------------- | --------------- | ------------ |
| Swedish Singles Chart | 1               | Платиновый   |

## Награды
За песню Гессле получил две награды в Швеции — Rockbjörnen за лучшую песню на шведском языке и Grammi за лучшую песню.